# باورزتاون (اوهایو)
باورزتاون (به انگلیسی: Bowerston) یک روستا در ایالات متحده آمریکا است که در شهرستان هریسون، اوهایو واقع شده‌است. باورزتاون ۱٫۳۲ کیلومتر مربع مساحت و ۳۹۸ نفر جمعیت دارد و ۲۹۰ متر بالاتر از سطح دریا واقع شده‌است.